# Nummer-et hits i Norge i 2017
Nummer-et hits i Norge i 2017 er en liste over de singler der lå nummer et på den norske singlehitliste i 2017. Den var udarbejdet af International Federation of the Phonographic Industry og Nielsen Soundscan, og udgives af VG-lista.

## Historie
| Uge | Sang                                                 | Kunstner                          | Kilde  |
| --- | ---------------------------------------------------- | --------------------------------- | ------ |
| 1   | Alan Walker                                          | "Alone"                           | [ 1 ]  |
| 2   | Ed Sheeran                                           | "Shape of You"                    | [ 2 ]  |
| 3   | Ed Sheeran                                           | "Shape of You"                    | [ 3 ]  |
| 4   | Ed Sheeran                                           | "Shape of You"                    | [ 4 ]  |
| 5   | Ed Sheeran                                           | "Shape of You"                    | [ 5 ]  |
| 6   | Ed Sheeran                                           | "Shape of You"                    | [ 6 ]  |
| 7   | Ed Sheeran                                           | "Shape of You"                    | [ 7 ]  |
| 8   | Kygo og Selena Gomez                                 | "It Ain't Me"                     | [ 8 ]  |
| 9   | Kygo og Selena Gomez                                 | "It Ain't Me"                     | [ 9 ]  |
| 10  | Kygo og Selena Gomez                                 | "It Ain't Me"                     | [ 10 ] |
| 11  | Kygo og Selena Gomez                                 | "It Ain't Me"                     | [ 11 ] |
| 12  | Kygo og Selena Gomez                                 | "It Ain't Me"                     | [ 12 ] |
| 13  | Kygo og Selena Gomez                                 | "It Ain't Me"                     | [ 13 ] |
| 14  | Kygo og Selena Gomez                                 | "It Ain't Me"                     | [ 14 ] |
| 15  | Kygo og Selena Gomez                                 | "It Ain't Me"                     | [ 15 ] |
| 16  | Clean Bandit feat. Zara Larsson                      | "Symphony"                        | [ 16 ] |
| 17  | Temur og Hkeem                                       | "Fy faen"                         | [ 17 ] |
| 18  | Luis Fonsi og Daddy Yankee feat. Justin Bieber       | "Despacito (Remix)"               | [ 18 ] |
| 19  | Luis Fonsi og Daddy Yankee feat. Justin Bieber       | "Despacito (Remix)"               | [ 19 ] |
| 20  | Luis Fonsi og Daddy Yankee feat. Justin Bieber       | "Despacito (Remix)"               | [ 20 ] |
| 21  | Luis Fonsi og Daddy Yankee feat. Justin Bieber       | "Despacito (Remix)"               | [ 21 ] |
| 22  | Luis Fonsi og Daddy Yankee feat. Justin Bieber       | "Despacito (Remix)"               | [ 22 ] |
| 23  | Luis Fonsi og Daddy Yankee feat. Justin Bieber       | "Despacito (Remix)"               | [ 23 ] |
| 24  | Luis Fonsi og Daddy Yankee feat. Justin Bieber       | "Despacito (Remix)"               | [ 24 ] |
| 25  | Luis Fonsi og Daddy Yankee feat. Justin Bieber       | "Despacito (Remix)"               | [ 25 ] |
| 26  | Luis Fonsi og Daddy Yankee feat. Justin Bieber       | "Despacito (Remix)"               | [ 26 ] |
| 27  | Luis Fonsi og Daddy Yankee feat. Justin Bieber       | "Despacito (Remix)"               | [ 27 ] |
| 28  | Luis Fonsi og Daddy Yankee feat. Justin Bieber       | "Despacito (Remix)"               | [ 28 ] |
| 29  | Luis Fonsi og Daddy Yankee feat. Justin Bieber       | "Despacito (Remix)"               | [ 29 ] |
| 30  | Luis Fonsi og Daddy Yankee feat. Justin Bieber       | "Despacito (Remix)"               | [ 30 ] |
| 31  | Luis Fonsi og Daddy Yankee feat. Justin Bieber       | "Despacito (Remix)"               | [ 31 ] |
| 32  | Luis Fonsi og Daddy Yankee feat. Justin Bieber       | "Despacito (Remix)"               | [ 32 ] |
| 33  | Luis Fonsi og Daddy Yankee feat. Justin Bieber       | "Despacito (Remix)"               | [ 33 ] |
| 34  | Justin Bieber og BloodPop                            | "Friends"                         | [ 34 ] |
| 35  | Astrid S                                             | "Think Before I Talk"             | [ 35 ] |
| 36  | Astrid S                                             | "Think Before I Talk"             | [ 36 ] |
| 37  | Astrid S                                             | "Think Before I Talk"             | [ 37 ] |
| 38  | Post Malone feat. 21 Savage                          | "Rockstar"                        | [ 38 ] |
| 39  | Post Malone feat. 21 Savage                          | "Rockstar"                        | [ 38 ] |
| 40  | Post Malone feat. 21 Savage                          | "Rockstar"                        | [ 38 ] |
| 41  | Post Malone feat. 21 Savage                          | "Rockstar"                        | [ 38 ] |
| 42  | Post Malone feat. 21 Savage                          | "Rockstar"                        | [ 38 ] |
| 43  | Post Malone feat. 21 Savage                          | "Rockstar"                        | [ 38 ] |
| 44  | Post Malone feat. 21 Savage                          | "Rockstar"                        | [ 38 ] |
| 45  | Post Malone feat. 21 Savage                          | "Rockstar"                        | [ 38 ] |
| 46  | Alan Walker feat. Noah Cyrus og Digital Farm Animals | "All Falls Down"                  | [ 39 ] |
| 47  | Alan Walker feat. Noah Cyrus og Digital Farm Animals | "All Falls Down"                  | [ 39 ] |
| 48  | Alan Walker feat. Noah Cyrus og Digital Farm Animals | "All Falls Down"                  | [ 39 ] |
| 49  | Alan Walker feat. Noah Cyrus og Digital Farm Animals | "All Falls Down"                  | [ 39 ] |
| 50  | Mariah Carey                                         | "All I Want for Christmas Is You" | [ 40 ] |
| 51  | Eminem feat. Ed Sheeran                              | "River"                           | [ 41 ] |
| 52  | Maria Mena                                           | "Home for Christmas"              | [ 42 ] |